# Oryzomys couesi
Oryzomys couesi (Орізоміс Куеса) — вид гризунів з родини Хом'якові (Cricetidae).

## Етимологія
лат. Oryza — рід рису. лат. mūs — «миша». Вид названий на честь д-ра Елліота Куеса (1842–1899), американського військового хірурга, історика, орнітолога і письменника.

## Морфологія
Середня вага дорослої особини: 69,29 грама.

## Проживання
Країни проживання: Беліз; Колумбія; Коста-Рика; Сальвадор; Гватемала; Гондурас; Мексика; Нікарагуа; Панама; США. Середньорічна кількість опадів 1430 мм. Зустрічається від низовин до 2000 м. Живе у водно-болотних угіддях, в тому числі плавучих очеретяних заростях на глибокій воді. Рідше зустрічається в колючих чагарниках, кущах, лісах і узліссях. Іноді живе на рисових полях і полях цукрової тростини.

## Поведінка
Веде нічний спосіб життя, є хорошим дереволазом й іноді зустрічається над землею. Може плавати і пірнати. Споживає зелений рослинний матеріал, комах (мурашок, жуків і гусениць), насіння. Гнізда тче серед очерету близько одного метра над землею або близько рівня води. Розмножуватись може цілий рік. Період вагітності складає близько 25 днів. Розмір виводку становить від 2 до 7 дитинчат.

## Загрози та охорона
Немає великих загроз для цього виду. Деякі популяції імовірно зазнають впливу осушення заболочених територій в межах його діапазону проживання. Зустрічається в багатьох охоронних територіях.